# Magné, Vienne
Magné är en kommun i departementet Vienne i regionen Nouvelle-Aquitaine i västra Frankrike. Kommunen ligger i kantonen Gençay som tillhör arrondissementet Montmorillon. År 2022 hade Magné 672 invånare.

## Befolkningsutveckling
Antalet invånare i kommunen Magné
| Referens: INSEE |